# L’Escargot

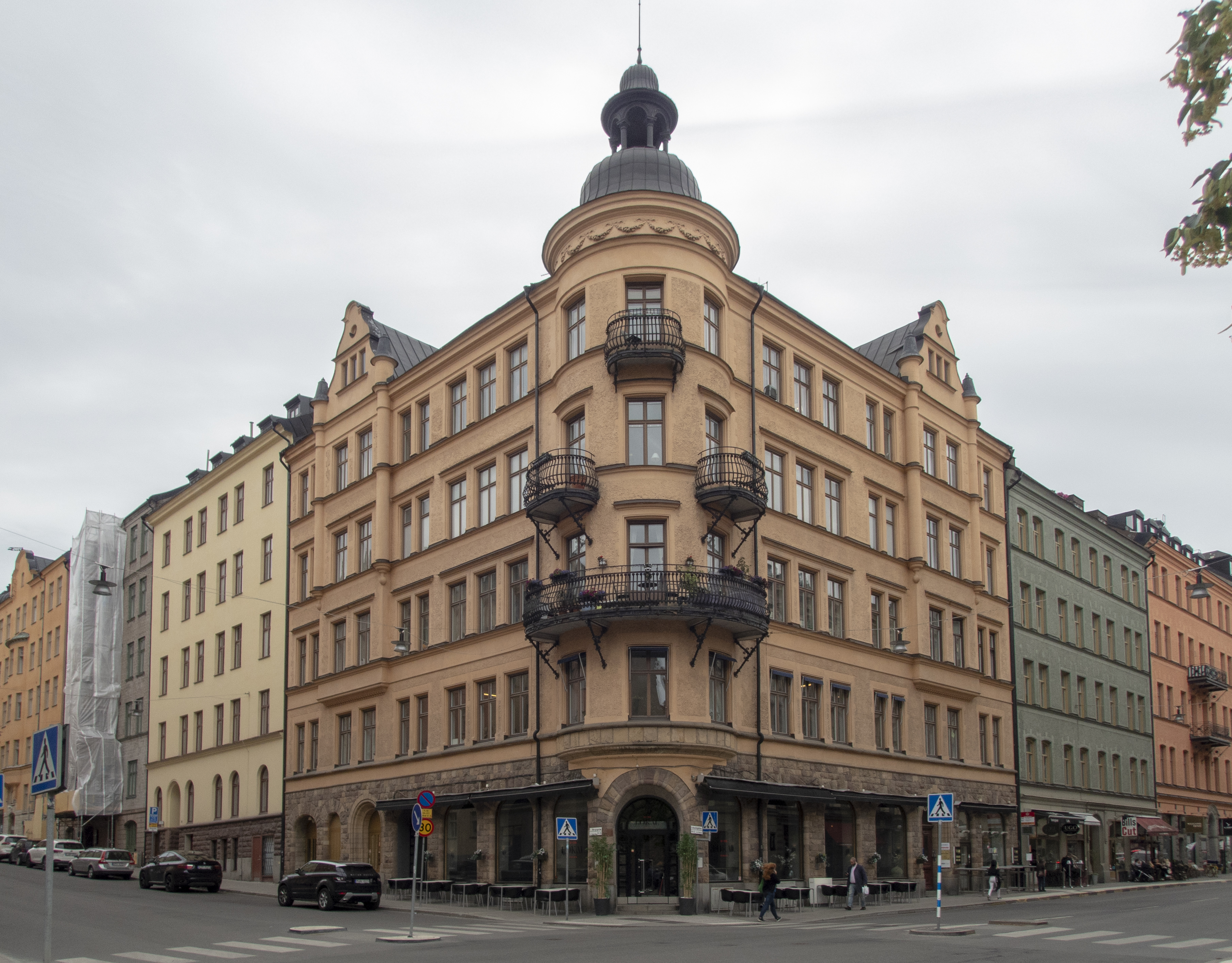
Scheelegatan 8

L'Escargot var en restaurang på Scheelegatan 8 på Kungsholmen i Stockholm. Restaurangen hade en stjärna i Guide Michelin från 1984 fram till konkursen 1990.
Restaurangen öppnades 1980 av Hans Mörk.  Namnet betyder snigeln på franska och "det nya franska köket" genomsyrade menyn. Krogen blev snabbt mycket populär och av tidningarna omnämnd som en "innekrog".
1984 belönades restaurangen som en av de fyra första i Sverige med en stjärna i Guide Michelin. 
1985 sålde Mörk restaurangen till bröderna Broström, för att i samarbete med bröderna istället öppna La Grenouille i Tattershalls gamla lokaler  Året därpå såldes restaurangen till Anders Hemberg och Jürgen Grossmann Krogen behöll sin stjärna fram till 1991  då den gick i konkurs till följd av lågkonjunkturen, vilken slog hårt mot guldkrogarna.